# Raphitoma bernardoi
Raphitoma bernardoi é uma espécie de gastrópode do gênero Raphitoma, pertencente a família Raphitomidae.